# João Bento Pithon
João Bento Pithon foi um engenheiro militar e cartógrafo francês que serviu à Coroa Portuguesa, tanto na península ibérica quanto na América do Sul, onde colaborou no processo de demarcação de fronteiras, conforme acordado no Tratado de Madrid.

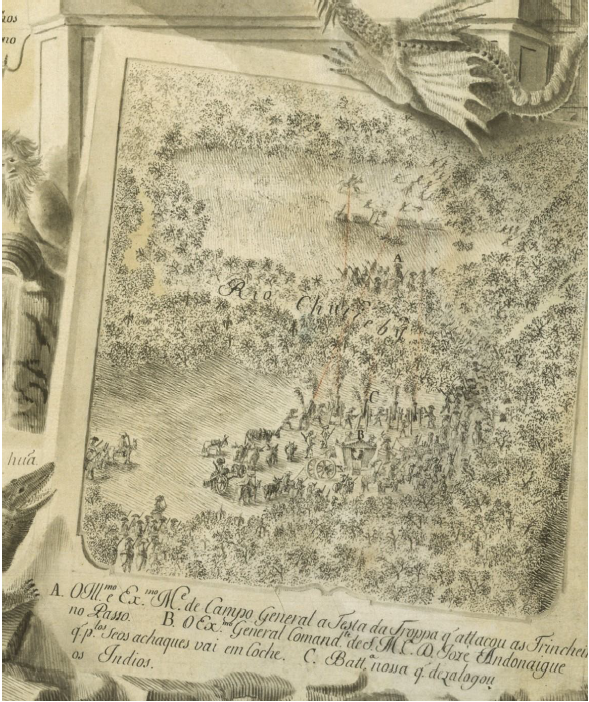
Prospecto do ataque no Passo do Rio Churieby, de Miguel Ângelo de Blasco e João Bento Pithon.

## Biografia

### Atuação no Brasil
Após ter executado alguns trabalhos em Portugal, foi contratado pela Coroa para realizar as demarcações de limites fronteiriços na América do Sul, de acordo com o Tratado de Madrid. Já casado com a portuguesa Ana Joaquina da Silva, embarcou na nau Nossa Senhora da Lampadoza, chegando ao Rio de Janeiro em fins de 1751. Acompanhado de outros renomados engenheiros militares, como José Custódio de Sá e Faria e o gênoves Miguel Ângelo de Blasco, partiu numa corveta para vila do Rio Grande. Principalmente a partir da influência direta do italiano Miguel Antônio Ciera, a quem Pithon prestou importantes serviços na condição de ajudante, participou da equipe demarcadora que compunha a terceira partida em 1753, cujo ponto de partida fora a Ilha Martín Garcia. Durante o desenvolvimento dos trabalhos da referida partida, Pithon atuou ativamente na elaboração dos trabalhos cartográficos nela realizados, sobretudo acompanhando os já mencionados Sá e Faria e Ciera. Neste mesmo período, Pithon ajudou o genovês de Blasco a elaborar o mapa intitulado "Prospecto do ataque no Passo do Rio Churieby"
Resultado direto do desempenho satisfatório de Pithon durante a terceira partida de demarcação foi a escolha de sua permanência mesmo após o final dessa, quando diversos técnicos foram enviados de volta para Lisboa devido à insatisfação que causaram nas atividades desenvolvidas. Mais ainda, o desempenho de Pithon rendeu-lhe a mercê, concedida por D. José I, do posto de Capitão Engenheiro em 1758.

### O regresso a Portugal

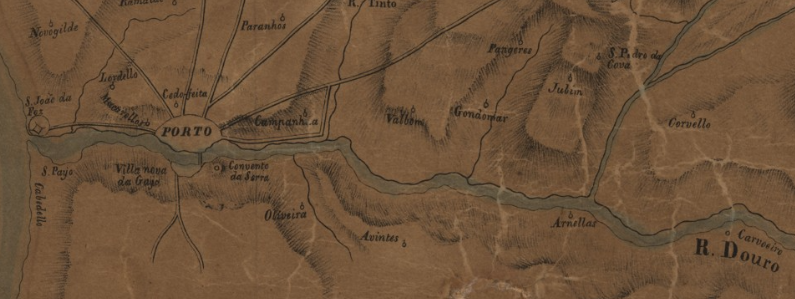
Recorte de uma parte da Carta da Província do Minho, de João Bento Pithon.

Todavia, ainda neste mesmo ano de 1758, Pithon requereu ao monarca o seu regresso a Lisboa com o fim de amparar a esposa e uma irmã solteira, o que foi devidamente atendido pelo rei. Em solo português, Pithon prestou importantes serviços: trabalhou na província do Minho, sob ordens do General D. João de Alencastro, servindo ao exército nessa região; entrincheirou os passos do Rio Douro, desde o Rio Pinhão até ao Rio Águeda, bem como elaborou os mapas das fronteiras das províncias do Minho e Trás-os-Montes, o qual entregou pessoalmente ao monarca, em Salvaterra de Magos. Foi neste contexto que Pithon elaborou o mapa intitulado Carta da Provincia do Minho.
Face aos escassos recursos disponibilizados para a realização de seus serviços, Pithon viu-se endividado após a finalização dos referidos trabalhos, uma vez que precisou vender seus bens para poder satisfazer com honra as suas obrigações, conforme descrito em um requerimento em que era solicitada uma ajuda de custo ao francês.